# Odprto prvenstvo ZDA 1988
Odprto prvenstvo ZDA 1988 je teniški turnir za Grand Slam, ki je med 29. avgustom in 11. septembrom 1988 potekal v New Yorku.

## Moški posamično
Mats Wilander :  Ivan Lendl, 6–4, 4–6, 6–3, 5–7, 6–4

## Ženske posamično
Steffi Graf :  Gabriela Sabatini, 6–3, 3–6, 6–1

## Moške dvojice
Sergio Casal /  Emilio Sánchez :  Rick Leach /  Jim Pugh, b.b.

## Ženske  dvojice
Gigi Fernández /  Robin White :  Patty Fendick /  Jill Hetherington, 6–4, 6–1

## Mešane dvojice
Jana Novotná /  Jim Pugh :  Elizabeth Smylie /  Patrick McEnroe, 7–5, 6–3